# Adrian Costa
Adrian Costa (ur. 2 czerwca 1972 w Mount Beauty) – australijski narciarz, specjalista narciarstwa dowolnego. Najlepszy wynik na mistrzostwach świata osiągnął podczas mistrzostw w Whistler, gdzie zajął 6. miejsce w jeździe po muldach podwójnych. Jego najlepszym wynikiem olimpijskim jest 14. miejsce w jeździe po muldach na igrzyskach olimpijskich w Albertville i igrzyskach olimpijskich w Lillehammer. Najlepsze wyniki w Pucharze Świata osiągnął w sezonie 1999/2000, kiedy to zajął 17. miejsce w klasyfikacji generalnej, w klasyfikacji jazdy po muldach podwójnych był szósty, a w klasyfikacji jazdy po muldach był ósmy.
W 2005 r. zakończył karierę.

## Sukcesy

### Igrzyska olimpijskie
| Miejsce | Dzień     | Rok  | Miejscowość    | Konkurencja      | Zwycięzca         |
| ------- | --------- | ---- | -------------- | ---------------- | ----------------- |
| 14.     | 13 lutego | 1992 | Albertville    | Jazda po muldach | Edgar Grospiron   |
| 14.     | 16 lutego | 1994 | Lillehammer    | Jazda po muldach | Jean-Luc Brassard |
| 21.     | 11 lutego | 1998 | Nagano         | Jazda po muldach | Jonny Moseley     |
| 18.     | 12 lutego | 2002 | Salt Lake City | Jazda po muldach | Janne Lahtela     |

### Mistrzostwa Świata
| Miejsce | Dzień       | Rok  | Miejscowość | Konkurencja                 | Zwycięzca         |
| ------- | ----------- | ---- | ----------- | --------------------------- | ----------------- |
| 9.      | 13 marca    | 1993 | Altenmarkt  | Jazda po muldach            | Jean-Luc Brassard |
| 31.     | 18 lutego   | 1995 | La Clusaz   | Jazda po muldach            | Edgar Grospiron   |
| 16.     | 8 lutego    | 1997 | Iizuna      | Jazda po muldach            | Jean-Luc Brassard |
| 16.     | 10 marca    | 1999 | Meiringen   | Jazda po muldach            | Janne Lahtela     |
| 9.      | 14 marca    | 1999 | Meiringen   | Jazda po muldach podwójnych | Johann Grégoire   |
| 11.     | 19 stycznia | 2001 | Whistler    | Jazda po muldach            | Mikko Ronkainen   |
| 6.      | 21 stycznia | 2001 | Whistler    | Jazda po muldach podwójnych | Stéphane Yonnet   |
| 10.     | 31 stycznia | 2003 | Deer Valley | Jazda po muldach            | Mikko Ronkainen   |
| 17.     | 1 lutego    | 2003 | Deer Valley | Jazda po muldach podwójnych | Jeremy Bloom      |

### Puchar Świata

#### Miejsca w klasyfikacji generalnej
- 1991/1992 – 87.
- 1992/1993 – 75.
- 1993/1994 – 94.
- 1994/1995 – 53.
- 1995/1996 – 50.
- 1996/1997 – 33.
- 1997/1998 – 61.
- 1998/1999 – 31.
- 1999/2000 – 17.
- 2000/2001 – 73.
- 2001/2002 – -
- 2002/2003 – -

#### Miejsca na podium
1. Châtel – 2 marca 1998 (Muldy podwójne) – 2. miejsce